# WWE TLC: Tables, Ladders & Chairs
TLC: Tables, Ladders & Chairs — pay-per-view шоу, що проводиться федерацією професійного рестлінга World Wrestling Entertainment. Вперше шоу було випущено в 2009 році, замінивши шоу Armageddon в грудневому слоті календаря ППВ.
Концепція шоу полягає в використанні столів, сходів і стільців під час поєдинків. Концепція цього шоу була обрана фанами рестлінга під час голосування проводилося на офіційному вебсайті WWE.
Захід проводився тільки в закритих аренах на території Сполучених Штатів Америки.
У 2021 році TLC було скасовано через подію Day 1, яку планували провести 1 січня 2022 року. Дейв Мельцер повідомив, що проведення TLC планувалось на 19 грудня 2021 року, але було скасовано, щоб WWE зосередилось над Day 1.
А вже 25 жовтня 2021 року WWE оприлюднили свій календар ППВ на 2022 рік, де TLC не було включено до нього.

## Дати і місце проведення
| Шоу                                  | Дата           | Місто                    | Місце проведения       | Головний поєдинок(Main event) |
| ------------------------------------ | -------------- | ------------------------ | ---------------------- | --- |
| TLC: Tables, Ladders & Chairs (2009) | 13 грудня 2009 | Сан-Антоніо, Техас       | AT&T Center            | Джері-Шоу (Кріс Джеріко та Біг Шоу) (c) проти D-Generation X (Тріпл Ейч та Шон Майклз) в командному поєдинку зі столами сходами і стільцями за титул об'єднаних командних чемпіонів WWE. |
| TLC: Tables, Ladders & Chairs (2010) | 19 грудня 2010 | Х'юстон, Техас           | Тойота-центр           | Джон Сіна проти Вейда Барретта в одиночному поєдинку зі стільцями. |
| TLC: Tables, Ladders & Chairs (2011) | 18 грудня 2011 | Балтимор, Меріленд       | 1st Mariner Arena      | СМ Панк (с) проти Альберто Дель Ріо проти Міза в поєдинку зі столами, сходами і стільцями за титул Чемпіона WWE.                                                                         |
| TLC: Tables, Ladders & Chairs (2012) | 16 грудня 2012 | Бруклін, Нью-Йорк        | Барклайс-центр         | Дольф Зігглер проти Джона Сіни в поєдинку з драбинами за кейс Money in the Bank. |
| TLC: Tables, Ladders & Chairs (2013) | 15 грудня 2013 | Хьюстон, Техас           | Тойота-центр           | Ренді Ортон проти Джона Сіни в поєдинку зі столами, сходами і стільцями за титул Чемпіона WWE та чемпіона світу у важкій вазі.                                                           |
| TLC: Tables, Ladders & Chairs (2014) | 14 грудня 2014 | Клівленд, Огайо          | Квікен-Лонс-арена      | Брей Ваятт проти Діна Емброуса в поєдинку зі столами, сходами і стільцями. |
| TLC: Tables, Ladders & Chairs (2015) | 13 грудня 2015 | Бостон, Массачусетс      | Ті-Ді-Гарден           | Шеймус (c) проти Романа Рейнса в поєдинку зі столами, сходами і стільцями за титул Чемпіона Світу WWE у важкій вазі.                                                                     |
| TLC: Tables, Ladders & Chairs (2016) | 4 грудня 2016  | Даллас, Техас            | Американ-Ерлайнс-центр | Ей Джей Стайлз проти Діна Емброуса в поєдинку зі столами, сходами і стільцями за титул Чемпіона Світу WWE.                                                                               |
| TLC: Tables, Ladders & Chairs (2017) | 22 жовтня 2017 | Міннеаполіс, Міннесота   | Таргет-центр           | Курт Енгл, Дін Емброус, Сет Роллінс проти Міза, Брауна Строумана, Кейна, Шеймуса та Сезаро в поєдинку зі столами, сходами і стільцями.                                                   |
| TLC: Tables, Ladders & Chairs (2018) | 17 грудня 2018 | Сан-Хосе,Каліфорнія      | Ес-Ей-Пі Центр         | Аска проти Бекі Лінч проти Шарлотти Флер в поєдинку зі столами, сходами і стільцями за титул Чемпіонство SmackDown WWE серед жінок                                                       |
| TLC: Tables, Ladders & Chairs (2019) | 16 грудня 2019 | Міннеаполіс, Міннесота   | Таргет-центр           | The Kabuki Warriors(Аска та Кайрі Ходзе) проти Бекі Лінч та Шарлотти Флер в поєдинку зі столами, сходами і стільцями за командне чемпіонство WWE серед жінок                             |
| TLC: Tables, Ladders & Chairs (2020) | 20 грудня 2020 | Сент-Пітерсбург, Флорида | Тропікана-Філд         | Ренді Ортон проти "The Fiend" Брей Ваятта у поєдинку за правилам Firefly Inferno |